# Basilica dei Santi XII Apostoli

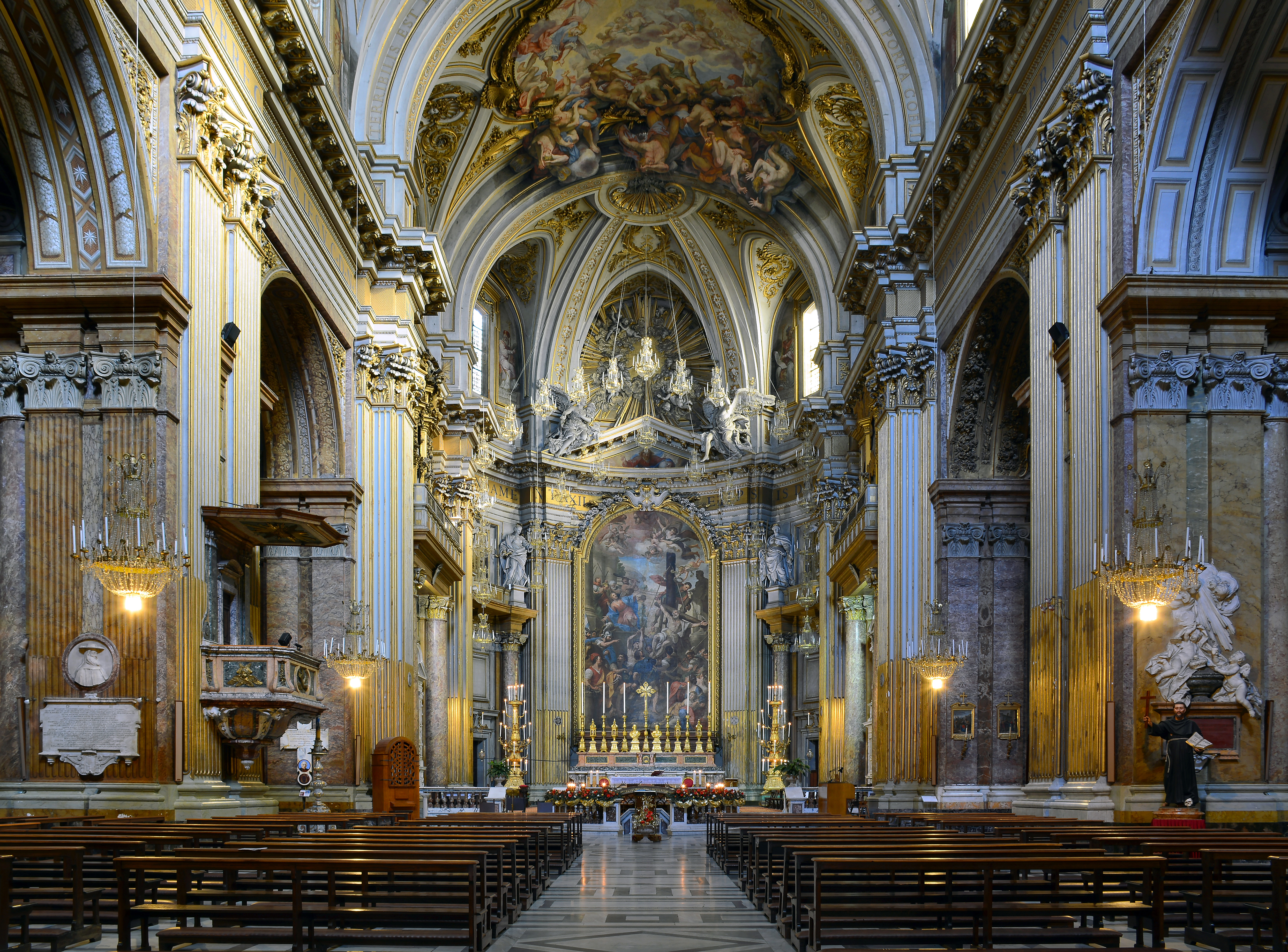
L'interno della basilica

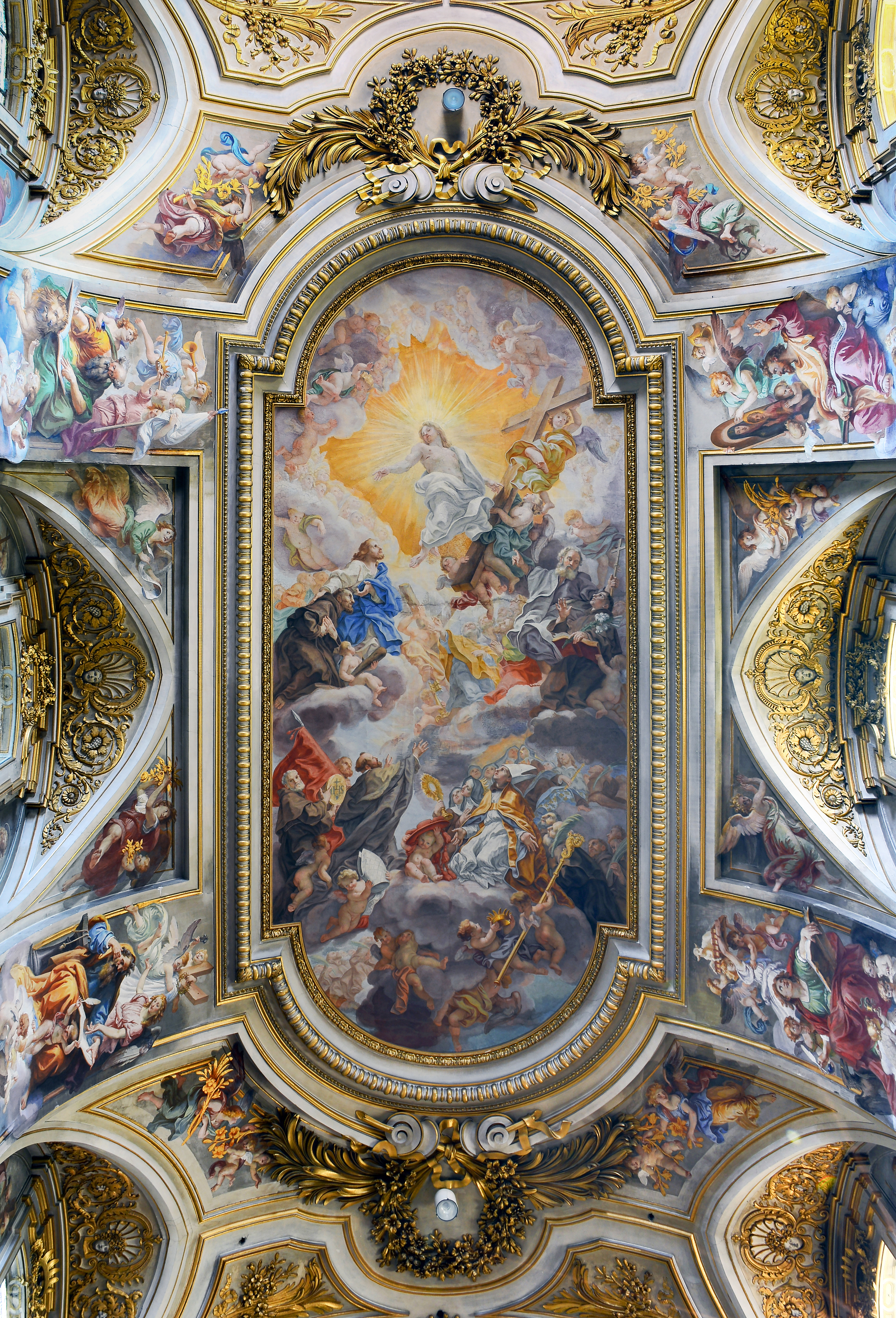
L'affresco sulla volta

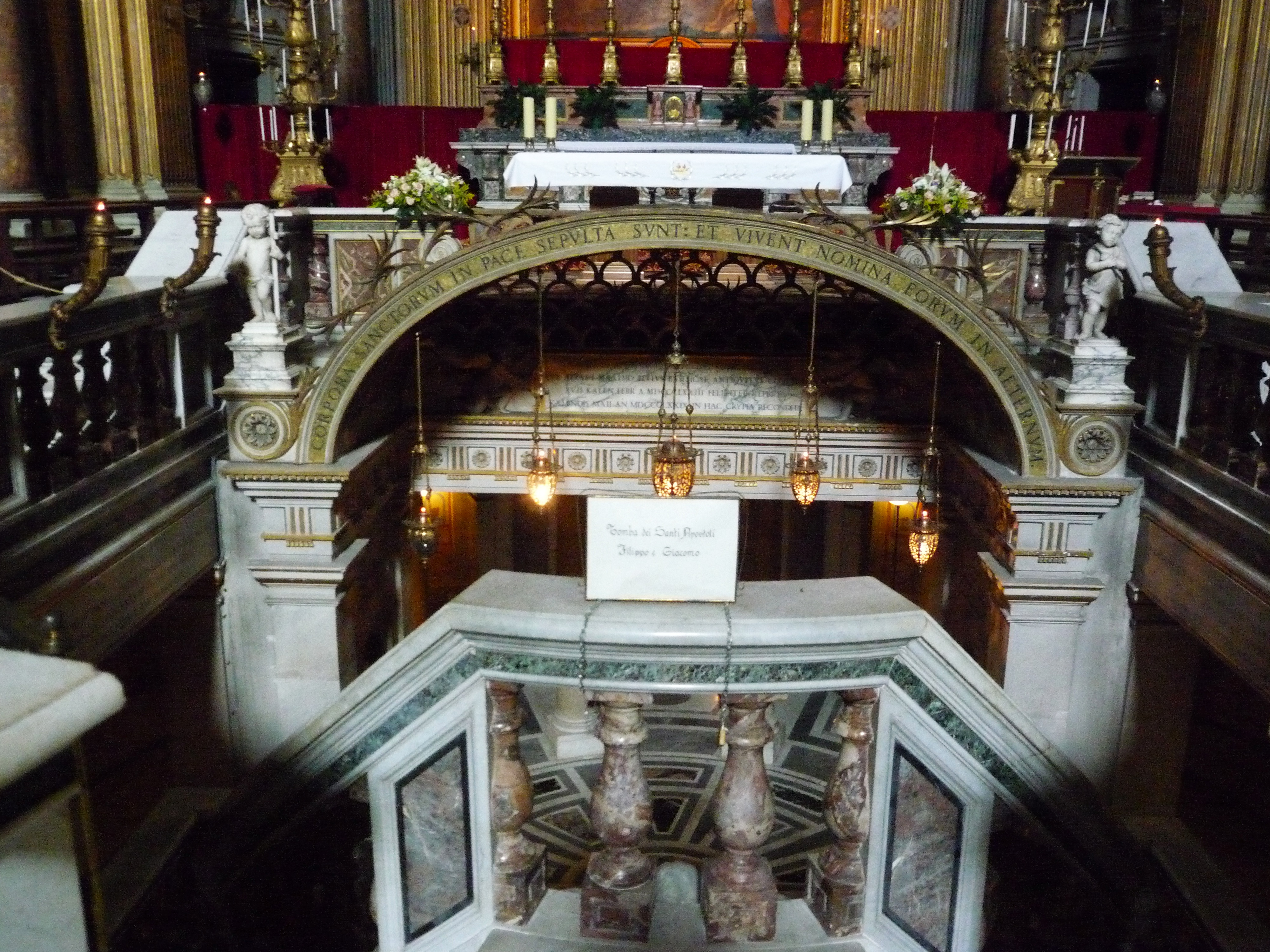
Ingresso nella cripta

La basilica dei Santi XII Apostoli è un luogo di culto cattolico del centro storico di Roma situato nel rione Trevi nell'omonima Piazza Santi Apostoli. Ha la dignità di basilica minore.

## Storia
In questo luogo, nel IV secolo papa Giulio I fece costruire una chiesa che venne chiamata Basilica Iulia dal nome del fondatore. La basilica viene già citata in testi del V secolo con la qualifica di "titulus apostolorum". In età bizantina, sui resti della chiesa originaria venne ricostruita una nuova basilica con pianta a croce greca, la cui edificazione fu poi proseguita da papa Pelagio I sotto il governo Narsete, nel VI secolo. La basilica conserva le reliquie degli apostoli Filippo e Giacomo il Minore.
Quella dei Santi Apostoli è l'unica basilica di Roma che non sia stata edificata su edifici romani preesistenti, anche se furono precocemente utilizzati materiali di spoglio (si pensa provenienti dalle terme di Costantino, e non, come vuole una leggenda, dal vicino Foro di Traiano). Come modello architettonico della chiesa originale spesso viene menzionato quello a pianta centrale del bizantino Apostoleion di Costantinopoli. Ma invece di una pianta a croce la basilica romana molto probabilmente possedeva una pianta triconca privo di cupole.
Papa Adriano I, in un trattato diretto a Carlo Magno, accenna alla meravigliosa ampiezza di questa chiesa, che dice adorna di mosaici.
Nel 1348, fu distrutta da un terremoto. Si veda l'Armellini:
(Mariano Armellini, Le chiese di Roma dal secolo IV al XIX)
La chiesa venne restaurata solo nel XV secolo per iniziativa di Papa Martino V, che apparteneva alla famiglia Colonna, da secoli insediata nelle vicinanze. Sempre nel XV secolo fu eretto il portico antistante la facciata e l'abside della basilica fu ornata da un affresco raffigurante l'Ascensione, opera di Melozzo da Forlì, i cui frammenti, dopo il rifacimento settecentesco, sono oggi suddivisi tra i Musei Vaticani e il Palazzo del Quirinale. Il lavoro di Melozzo, notevole soprattutto per il magistrale uso della prospettiva da sotto in su, influenzò Michelangelo che ad esso si ispirò per gli affreschi della Cappella Sistina, in particolare per il Cristo del Giudizio Universale.
Nel 1702 Clemente XI commissionò il totale rifacimento dell'edificio all'architetto Francesco Fontana, che però morì prematuramente nel 1708. Gli succedette il padre Carlo Fontana, ormai molto anziano, che perciò nel 1712 fu sostituito da Nicola Michetti. La nuova chiesa fu consacrata da papa Benedetto XIII il 17 settembre 1724.
Sulla storia della basilica, Luigi Pungileoni dedicò nella prima metà del XIX secolo il suo ultimo lavoro, la Storia della Basilica de' Santi XII Apostoli, rivista da Pietro Ercole Visconti e presentata presso la Pontificia accademia romana di archeologia di cui Pungileoni era socio onorario: una importante ricerca con documenti editi e inediti che non riuscì però a pubblicare per la malattia che lo colse.

## Descrizione

### Architettura
Adiacente a Palazzo Colonna, la basilica si presenta oggi con il portico quattrocentesco che nasconde la facciata neoclassica di Giuseppe Valadier. All'interno del nartece si notano la stele funeraria dell'incisore Giovanni Volpato, opera di Antonio Canova e altre lapidi.
Neoclassico rimane il piano superiore della facciata con il grande finestrone, dove Giovanni Torlonia, all'epoca ancora soltanto duca, volle incisa la fastosa memoria del proprio intervento del 1827: "IOANNES DVX TORLONIA FRONTEM PERFECIT A D MDCCCXXVII".
All'interno, caratterizzato da un'architettura solenne e severa, si possono ammirare opere di Antoniazzo Romano, Benedetto Luti, Giuseppe Cades (la Estasi di San Giuseppe da Copertino) e alcuni rilievi tombali del XV secolo, di cui uno ad opera di Mino da Fiesole. Pure ammirevole è la Tomba di Lorenzo Colonna, opera rinascimentale di Luigi Capponi, seguace di Andrea Bregno. Impressionante per l'effetto illusionistico è la Caduta degli Angeli ribelli sopra il presbiterio, di Giovanni Odazzi. Ma le due opere più note sono il fastoso affresco della volta, decorata dal Trionfo dell'Ordine Francescano del Baciccio (1707) e il monumentale sepolcro di papa Clemente XIV di Antonio Canova (1787).
Nella cappella di San Francesco è conservata la pala d'altare San Francesco in estasi tra le braccia degli angeli (1726) di Giuseppe Bartolomeo Chiari.
La volta della sacrestia è decorata dal veneziano Sebastiano Ricci. Nella basilica sono sepolti i cardinali Basilio Bessarione, Lorenzo Brancati, Agostino Casaroli e il compositore Girolamo Frescobaldi.
La vasta cripta sotto l'altar maggiore fu realizzata da Luigi Carimini nel 1869-71 riunendovi, oltre alle spoglie degli apostoli titolari Filippo e Giacomo, le reliquie di vari altri martiri venute alla luce in occasione di tali scavi, e le tombe di due dei Riario aventi un tempo diritto di sepoltura presso il presbiterio. Le decorazioni a tempera dell'ambulacro si ispirano a quelle delle catacombe di San Callisto e di Domitilla.

### La Cappella di Bessarione
Dal 2008 in un'intercapedine fra la chiesa ed un palazzo confinante sono visibili alcuni affreschi della Cappella Bessarione, attribuiti a Melozzo da Forlì, Antoniazzo Romano e loro botteghe. Ne restano due scene di storie di san Michele Arcangelo e parte di un coro di angeli. L'interstizio fu casualmente scoperto nel 1959 da Clemente Busiri Vici durante lavori di manutenzione effettuati nel confinante palazzo Colonna. La cappella, con i dipinti molto danneggiati dalle inondazioni del Tevere, e poi dal saccheggio dei lanzichenecchi, era stata praticamente murata con la costruzione della cappella Odescalchi nel 1719-23.
Affreschi di Antoniazzo Romano:

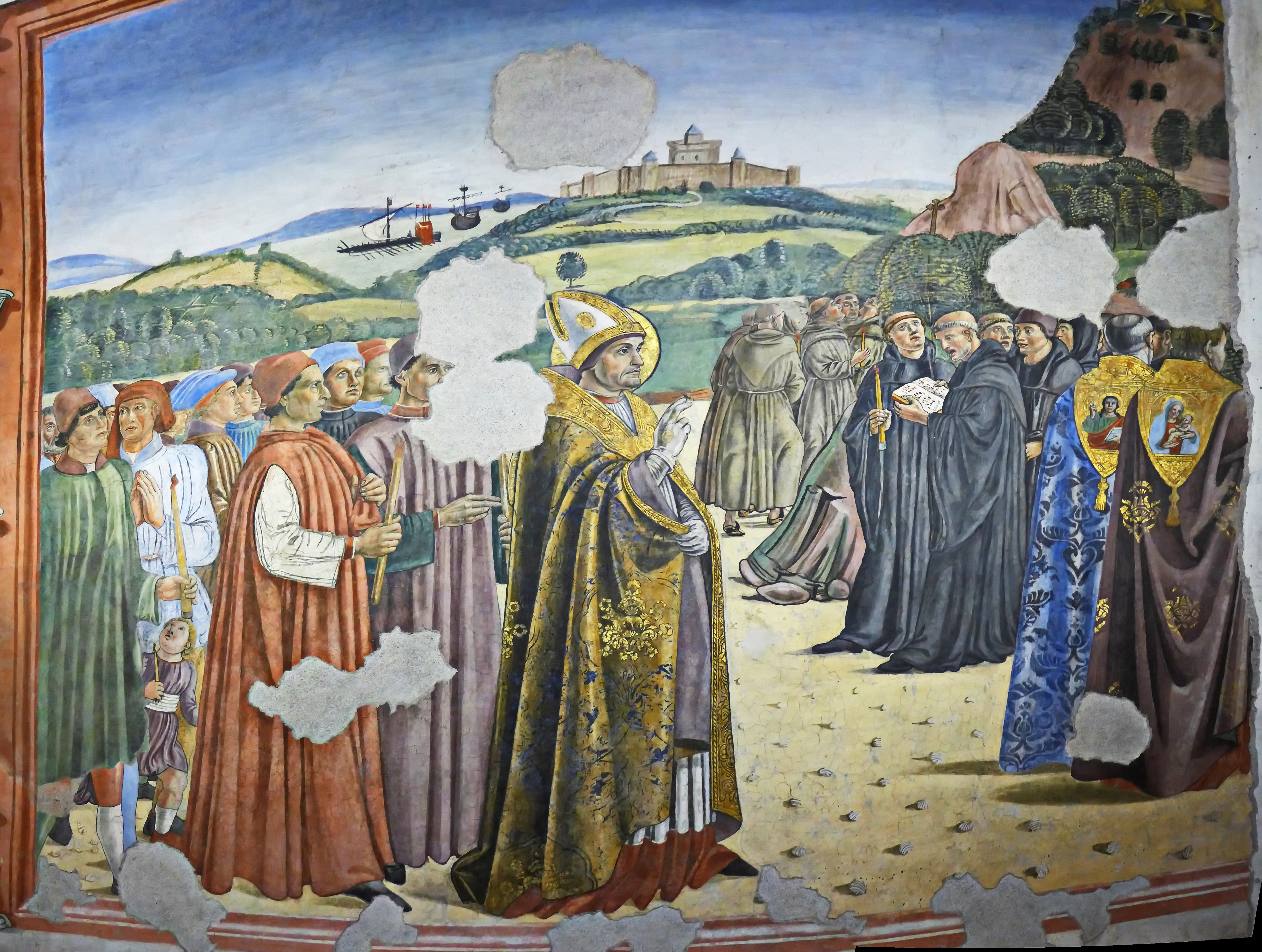
Bessarione. L'isola sullo sfondo è il Mont-Saint-Michel
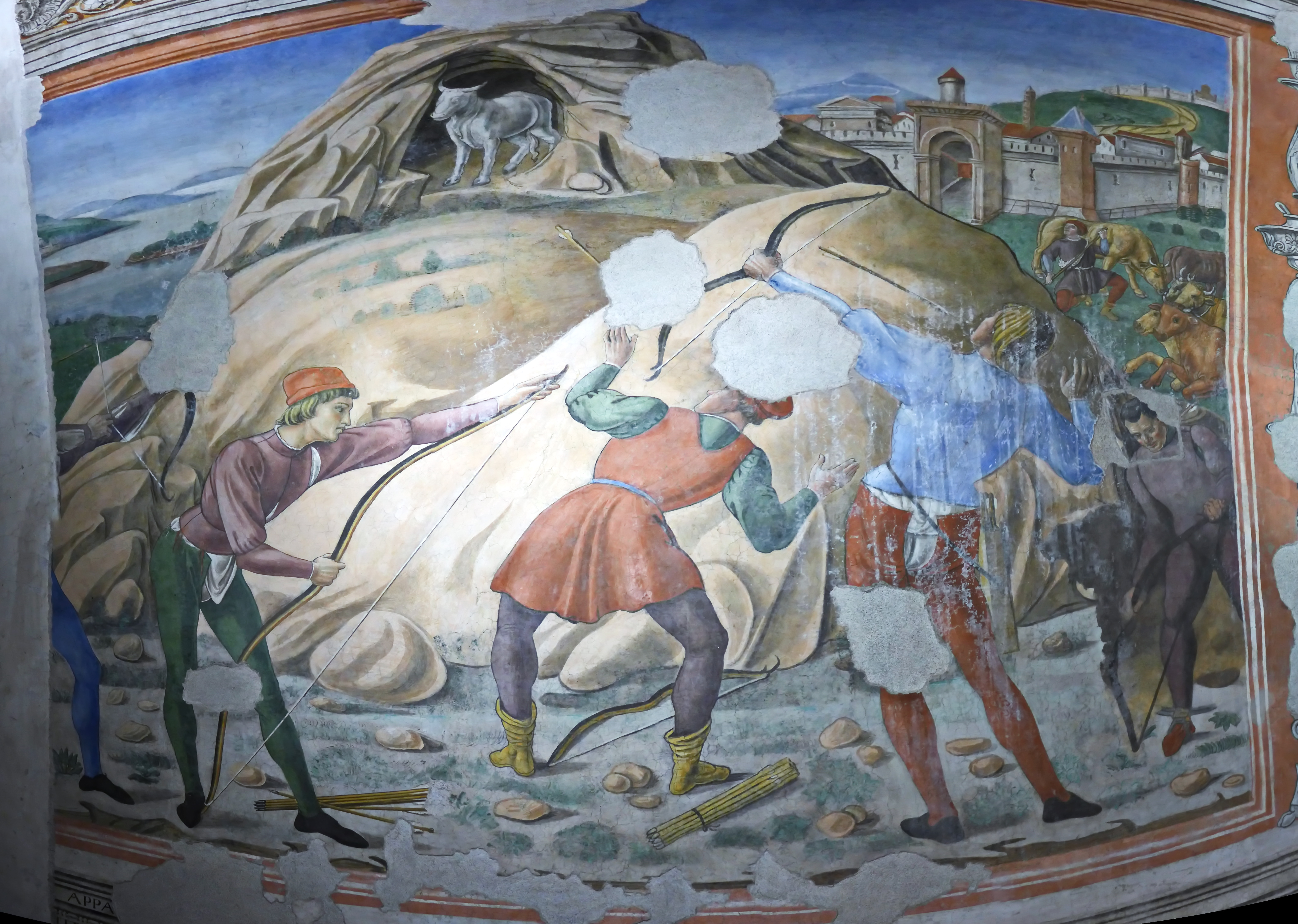
Cappella Bessarione - S Michele di Siponto
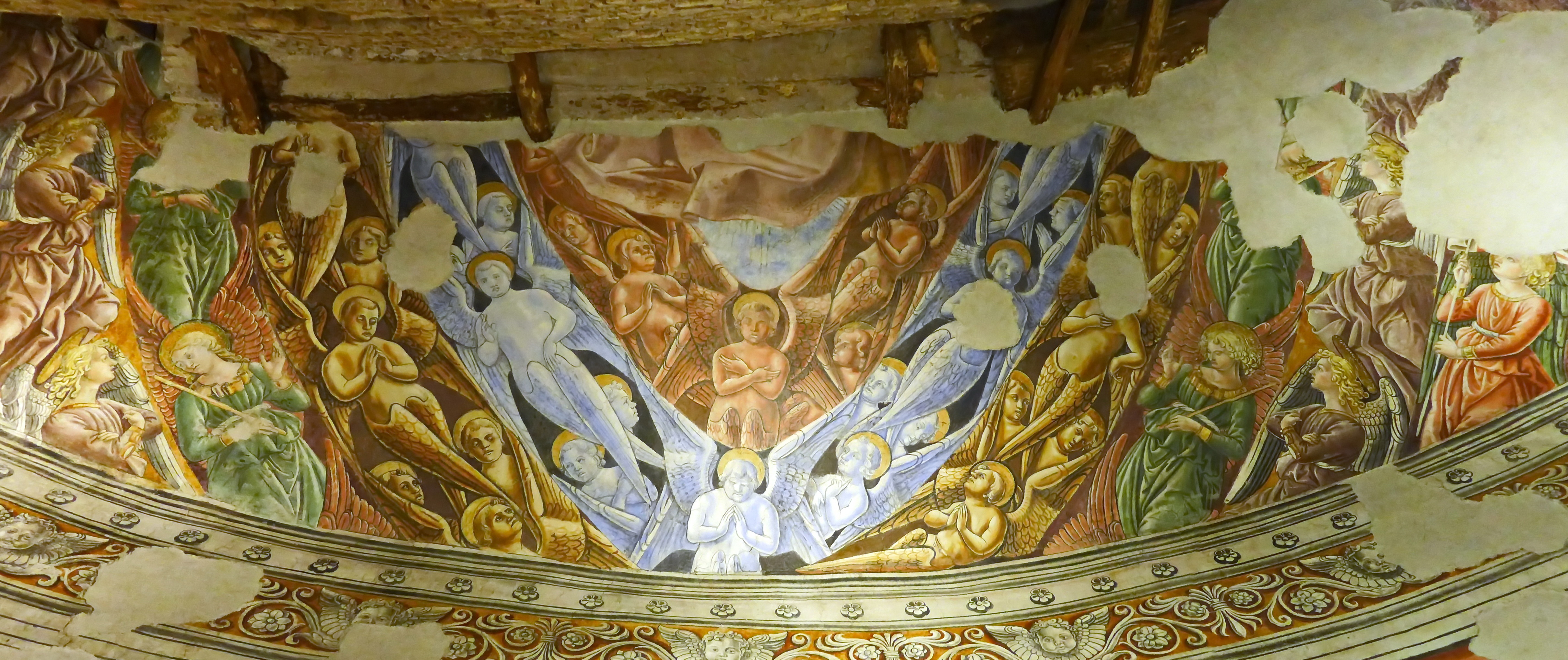
Cappella Bessarione - Coro degli Angeli

Questa cappella funeraria fu costruita nella metà del quattrocento per il Cardinale Bessarione con affreschi attribuiti ad Antoniazzo Romano e a Melozzo da Forlì. Nella volta si può ammirare il coro degli angeli e a destra e sinistra della Cappella due affreschi che sono la testimonianza importante della pittura rinascimentale. Il Coro degli Angeli nella volta è quasi completamente sparito. I due affreschi nella parte superiore dell'abside presentano scene alludenti all'arcangelo Michele come protettore contro il male.
L'affresco di sinistra ci rappresenta la città di Siponto nel Gargano, cinta da mura e l'apparizione dell'Arcangelo nelle sembianze di un toro che lotta contro il male. Nella scena di destra, meglio conservata, si vede Mont Saint-Michel in alto a sinistra ed in primo piano il vescovo di Avranches, Sant'Auberto, con i paramenti vescovili in una processione solenne, accompagnato da due dignitari ecclesiastici. A destra sei monaci Francescani e cinque Basiliani in nero. Il santo mostra i tratti del re di Francia Luigi XI. I due dignitari dietro il santo sono Francesco della Rovere, il futuro papa Sisto IV (in veste purpurea) e suo nipote Giuliano della Rovere, il futuro papa Giulio II (in viola).
Visite: venerdì e sabato: ore 9-12.

### Organo a canne
Nella basilica vi è l'organo a canne Mascioni opus 369, costruito nel 1925 in sostituzione di uno strumento precedente di Johann Conrad Werle, ed ampliato dalla stessa ditta nel 1955. L'organo è a trasmissione elettrica e dispone di 32 registri; le canne sono collocate in due sezioni:
- dietro l'altare maggiore, entro una cassa priva di mostra, si trovano le canne delle tre tastiere, rispettivamente Positivo Espressivo, Grand'Organo ed Espressivo;
- sulla parete destra del presbiterio, entro l'antica cassa lignea barocca finemente decorata risalente al 1726, vi sono le canne del Pedale.

La consolle è mobile indipendente, montata su un'apposita pedana che le consente di essere spostata in vari punti della chiesa, ed ha tre tastiere e pedaliera.
Nella basilica si trova anche un organo positivo della ditta Chichi nella seconda metà del XX secolo e modificato da Eugenio Becchetti nel 2010, con sei registri su unico manuale e pedale.